# Molliers
Molliers est une localité de Terre-Neuve-et-Labrador. Elle est située dans le Sud-Est de l’île de Terre-Neuve.

## Annexe